# Ludlow (Maine)
Ne doit pas être confondu avec Ludlow (ville).
Pour les articles homonymes, voir Ludlow.
Ludlow est une ville située dans l’État américain du Maine, dans le comté d’Aroostook.

## Géographie
|                | Hammond (Maine)      | Littleton (Maine) |
| Smyrna (Maine) | Ludlow               | Houlton (Maine)   |
|                | New Limerick (Maine) |                   |